# Estenfiliose
Estenfiliose é uma doença fúngica que ataca as folhas e os frutos de diversas árvores frutíferas, incluindo pereiras, provocando-lhes graves prejuízos. Também é conhecida como a doença-das-manchas-castanhas. É causada pelo fungo Stemphylium vesicarium.